# Kurt Hiller

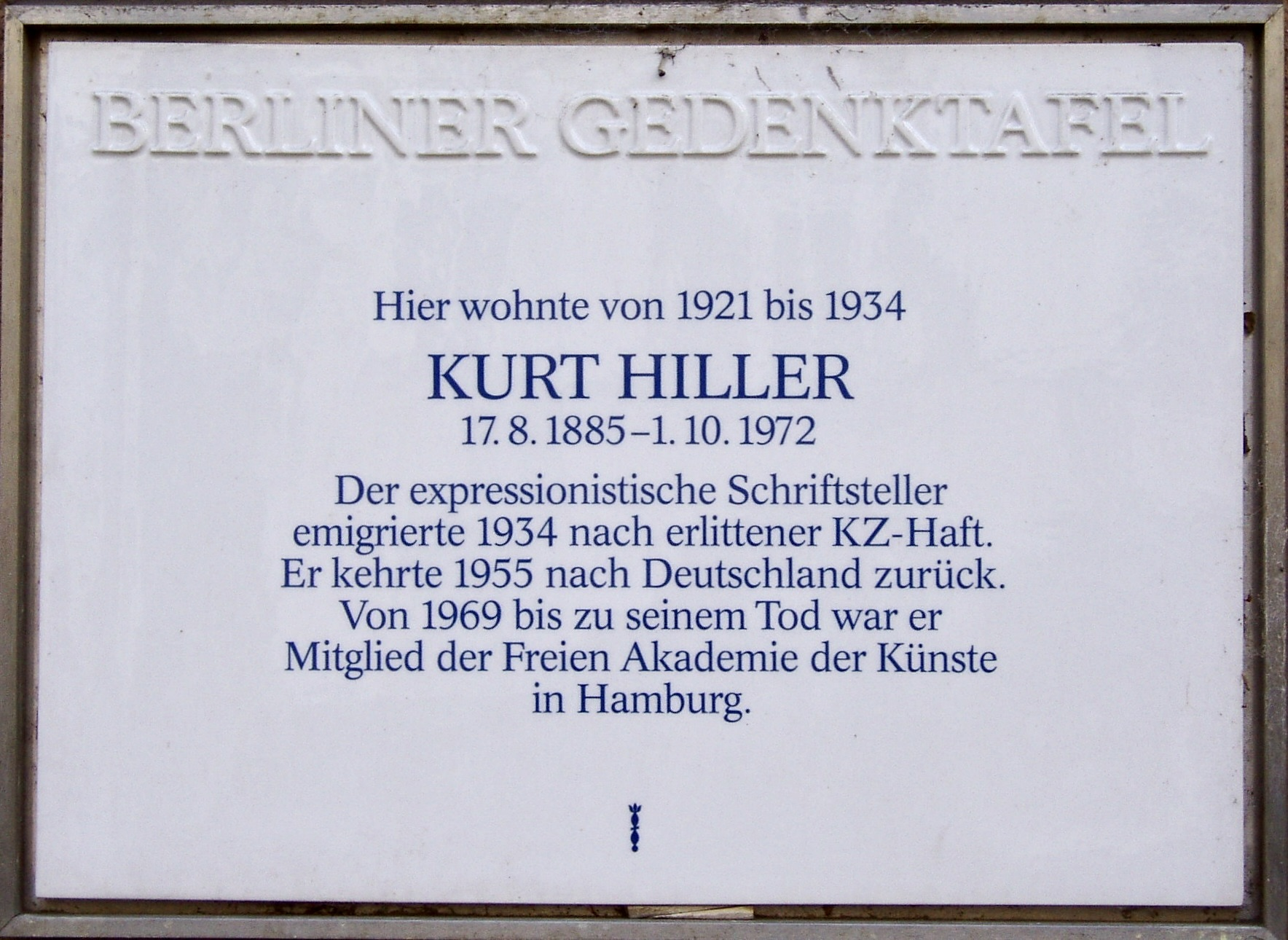
Plaque à la mémoire de Hiller à Berlin.

Kurt Hiller, connu aussi sous les pseudonymes Keith Llurr et Klirr (Thule), est un écrivain, journaliste et militant pacifiste allemand d'origine juive, né le 17 août 1885 à Berlin et mort le 1er octobre 1972 à Hambourg. 
Avec un style clair et puissant et une force de jugement littéraire et philosophique, il se fait sa vie durant le défenseur d'un socialisme basé sur la pensée d'Arthur Schopenhauer et contre celle de Georg Wilhelm Friedrich Hegel, un défenseur de la paix et de la minorité homosexuelle, s'attirant par là-même de puissants ennemis.

## Biographie
Après avoir obtenu son Abitur en étant premier à l'Askanisches Gymnasium de Berlin en 1903, Hiller étudie le droit et la philosophie à Berlin mais aussi brièvement à Fribourg. À partir de 1904, il se lie d'amitié avec Arthur Kronfeld, à cette époque étudiant en médecine et passionné de littérature, qui lui fait connaître la pensée du philosophe de Göttingen Leonard Nelson. En 1907, il passe son doctorat à Heidelberg avec une thèse intitulée Das Recht über sich selbst pour laquelle il trouve un éditeur. Toujours grâce à Kronfeld, Hiller fait la connaissance en juillet 1908 de Magnus Hirschfeld, rencontre qui va marquer pour les 25 années suivantes son engagement intensif au sein du Comité scientifique humanitaire (Wissenschaftlich-humanitäres Komitee).
À Berlin, Hiller devient écrivain pionnier de l'expressionnisme. En 1909, il fonde en effet avec Jakob van Hoddis le Neue Club, qu'intègre très vite Georg Heym et Ernst Blass avec lesquels il organise avec l'aide d'artistes plus reconnus tels que Tilla Durieux, Else Lasker-Schüler et Karl Schmidt-Rottluff ce que l'on a appelé le Cabaret néopathétique. Après qu'il se retire du club, Hiller fonde avec Blass le cabaret littéraire GNU. Il écrit alors de nombreuses contributions pour les journaux  PAN et Der Sturm, tout comme pour le journal de Franz Pfemfert Die Aktion à la fondation de laquelle il participe. Après que Hiller - vraisemblablement grâce à Kronfeld qui vit à Heidelberg depuis 1908 - a déjà présenté Die Jüngst Berliner en 1911 dans l'encart Literatur und Wissenschaft du journal régional Heidelberger Zeitung, il publie en 1912 aux éditions Heidelberger Verlag de Richard Weissbach la première anthologie de poésie expressionniste Der Kondor.
Pendant la Révolution allemande de 1918-1919, il essaie d'influer sur la politique en tant que dirigeant d'un Conseil politique des travailleurs intellectuels qu'il a lui-même fondé. À la base de cet engagement se trouve son idéal de « logocratie » conçu comme un modèle pour corriger la démocratie, idéal qui se rattache à l'idée platonicienne de rois-philosophes et qui doit séparer le pouvoir politique entre un parlement élu et un comité d'élites intellectuelles (« constitution elliptique »).
En 1919, Kurt Hiller fonde avec Helene Stöcker et Armin Wegner l'Union des objecteurs de conscience (Bund der Kriegsdienstgegner). En 1920, il entre à la Deutsche Friedensgesellschaft où il appartient à l'aile gauche. Pour lui, le pacifisme allemand doit s'orienter vers l'Union soviétique, bien qu'il restât très critique vis-à-vis du léninisme. Étant donné que la majorité reste cependant tournée vers une France démocratique bourgeoise, de violents conflits apparaissent avec Hiller lorsque ce dernier reproche dans des feuilles communistes aux pacifistes bourgeois Friedrich Wilhelm Foerster et Fritz Küster de toucher de l'argent de la part des Français - une allégation qui va donner du grain à moudre aux ennemis de droite du mouvement pacifiste. Dans son journal, Carl von Ossietzky commente en octobre 1924 la situation ainsi : « Ce qui est produit précisément dans le camp pacifiste en dénigrement, en soupçon et en condamnation pour hérétisme est sans mesure pour la situation en Allemagne. ... Le surveillant en chef dans ce Stadelheim pacifiste c'est Monsieur Kurt Hiller ».
Hiller fonde en 1926 le Groupe des pacifistes révolutionnaires (Gruppe Revolutionärer Pazifisten) grâce auquel il essaie, mais en vain, d'agrandir son influence au sein de la Deutsche Friedensgesellschaft. Il plaide pour une nouvelle société libre de toute violence et juste en matière sociale. Pour atteindre ce but, le capitalisme doit être surmonté, si besoin est au moyen d'une violence progressive.
Ces contradictions ne sont pas les seules raisons de la brouille de Hiller avec ses proches collaborateurs. Déjà fin 1918, il y a rupture entre lui et Siegfried Jacobsohn, l'éditeur de Die Weltbühne, dans laquelle Hiller publiait depuis 1915. Leur collaboration est interrompue pour six ans. Le déclencheur de cette querelle entre les deux hommes est l'article intitulé Kurt Hiller écrit par Jacobson dans la rubrique Réponses de la revue le 12 décembre 1918 et dans lequel il justifie son départ du Conseil des travailleurs intellectuels. En 1924, Hiller recommence à collaborer à la revue mais les tensions ne vont pas s'éteindre pour autant. Jacobson se plaint par exemple dans une lettre écrite à Kurt Tucholsky en 1926 du comportement hystérique de Hiller.
Au début de la même année, Hiller publie un article dans la Weltbühne intitulé Mussolini und unsereins en date du 12 janvier 1926, article qu'il avait tout d'abord rédigé pour un quotidien étranger et dans lequel il dit admirer Mussolini. Il est fasciné par l'esthétique des apparitions en public du Duce et avant tout par sa force pour imposer les choses, loin de l'attitude de la politique de compromis de la République de Weimar.
L'année suivante, dans un article en date du 12 juillet 1927 intitulé Das Ziel entscheidet, il fait la remarque suivante : « Toujours est-il que le fascisme a du vin dans le sang, le républicanisme allemand lui de la bière ». Malgré toute sa fascination pour Mussolini - fascination qui ne reste toujours jamais sans critique -  Hiller appelle à voter pour le Parti communiste lors des élections parlementaires. Déçu par le Parti social-démocrate (SPD), qu'il avait soutenue auparavant, il écrit en mai 1928 dans la Weltbühne qu'il faut désormais croquer dans la pomme communiste qui, même si elle est acide, est juteuse.  
Dans la Weltbühne, Hiller surprend toujours par ses analyses et jugements loin de tout dogme. Dans un article en date du 23 et du 30 août 1932, il analyse les origines du succès national-socialiste qui pour lui proviennent d'une profonde déception due au Traité de Versailles.
Après que Hirschfeld, après des confrontations internes sur la tactique prochaine à adopter, démissionne de la présidence du Comité scientifique humanitaire, Hiller en devient le second président jusqu'à sa dissolution.
Après l'arrivée au pouvoir des nazis, Hiller qui est haï en tant que pacifiste, socialiste, juif et homosexuel, est emprisonné à trois reprises au camp de concentration de Columbia, de Brandebourg et d'Orianenbourg. Après sa libération en 1934 ordonnée dans les hautes sphères, il fuit à Prague et en 1938, il part pour Londres. En exil, il fonde le Freiheitsbund Deutscher Sozialisten et le Groupe des auteurs allemands indépendants (Gruppe Unabhängiger Deutscher Autoren). Il publie pendant son exil à Prague, conjointement avec le révolutionnaire Otto Strasser la Prager Erklärung, un manifeste contre l'Allemagne fanatique des nazis.

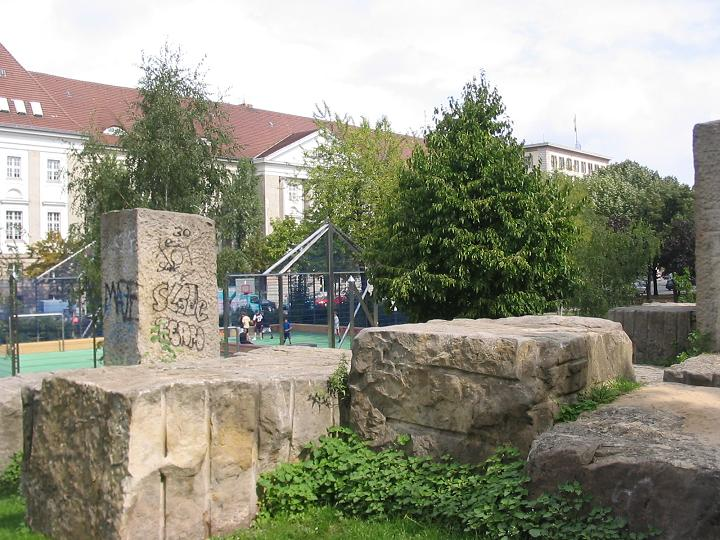
Parc Kurt Hiller à Berlin-Schöneberg.

Lorsque Hans Giese veut fonder un nouveau Comité scientifique humanitaire en 1949 et par la suite une Société pour la réforme du code pénal dans le domaine sexuel (Gesellschaft für Reform des Sexualstrafrechts), Hiller se met à collaborer pendant quelques mois. En 1955, Hiller rentre en Allemagne, s'installe à Hambourg et essaie d'y fonder un nouveau Comité scientifique humanitaire. Mais il est isolé et sa tentative échoue. Il fonde, mais sans grand succès, le Neusozialistischer Bund et des revues indépendantes comme le Lynx. L'association se déclare contre la guerre d'agression et est soutenue par Ossip K. Flechtheim, Karlheinz Deschner et Martin Niemöller. Hiller publie dans la revue suisse pour homosexuels Der Kreis une douzaine d'histoires et autant d'articles, la plupart du temps sous le pseudonyme Keith Llurr.
En 1955, Kurt Hiller reçoit le prix allemand de la critique. C'est la Kurt Hiller Gesellschaft basée à Leipzig qui s'occupe de l'œuvre de l'auteur. Les lettres de la Kurt Hiller Gesellschaft sont publiées depuis 2001 par Harald Lützenkirchen.
Depuis la fin de l'année 2000 existe à Berlin un parc à la mémoire de Kurt Hiller pour saluer le cofondateur du mouvement pour les droits des homosexuels.

## Œuvres
- Das Recht über sich selbst. (enthält als Kap. 1-5 Hillers juristische Diss. Die kriminalistische Bedeutung des Selbstmordes); Winter, Heidelberg, 1908 (Reprint: Bockel, Hamburg 2007  (ISBN 978-3932696732))
- Gegen "Lyrik, 1911
- Der Kondor – Verse von Ernst Blass, Max Brod, Herbert Grossberger, Ferdinand Hardekopf, Georg Heym, Kurt Hiller, Arthur Kronfeld, Else Lasker-Schüler, Ludwig Rubiner, René Schickele, Franz Werfel, Paul Zech; Heidelberg: Richard Weissbach, 1912; Repr. hrsg. und mit einem Nachwort von Paul Raabe bei Silver&Goldstein, Berlin 1989 Préface
- Die Weisheit der Langenweile. Wolf, Leipzig, 1913 ; repr. Nendeln 1973
- Das Ziel – Jahrbuch für geistige Politik. Georg Müller, Berlin, à partir de 1916
- Unnennbar Brudertum. Verse 1904-1917. Wolgast, 1918
- Geist werde Herr. Kundgebungen eines Aktivisten vor, in und nach dem Kriege. Berlin, 1920; repr. Nendeln 1974
- Logokratie oder Ein Weltbund des Geistes. Leipzig, 1921
- § 175: die Schmach des Jahrhunderts! Hannover, 1922
- Verwirklichung des Geistes im Staat. Beiträge zu einem System des logokratischen Aktivismus. Leipzig, 1925
- Der Sprung ins Helle. Reden, Offne Briefe, Zwiegespräche, Essays, Thesen, Pamphlete gegen Krieg, Klerus und Kapitalismus. Leipzig, 1932
- Der Unnennbare. Verse 1918-1937. Peking, 1938
- Profile. Prosa aus einem Jahrzehnt. Paris, 1938
- Köpfe und Tröpfe. Profile aus einem Vierteljahrhundert. Hamburg, Stuttgart, 1950
- Rote Ritter. Erlebnisse mit deutschen Kommunisten. Gelsenkirchen, 1951; repr. Berlin, Fürth 1980 (Reprint: Kurt Hiller Gesellschaft, Leipzig 1980)
- Der Aufbruch zum Paradies. Ein Thesenbuch. München, 1952
- Ratioaktiv. Reden 1914-1964. Wiesbaden, 1966
- Leben gegen die Zeit. Band.1: Logos. Rowohlt, Reinbek, 1969
- Leben gegen die Zeit. Band.2: Eros. Rowohlt, Reinbek, 1973